# Tir
|  | Per a altres significats, vegeu «Tir (desambiguació)». |

Tir (àrab: صُور, Ṣūr; fenici: 𐤑𐤓, Ṣūr; grec antic: Τύρος, Týros) és una ciutat del Líban, a la governació del Líban-Sud, coneguda des d'època fenícia. El 2003 constava amb una població de vers 117.000 habitants, si bé no es pot assegurar la xifra exacta, ja que el govern del Líban no facilita estadístiques des de 1932. Es troba a la costa de la Mediterrània a uns 80 km al sud de Beirut. La ciutat està documentada des del 3r mil·lenni aC, tot i que es té poc coneixement de la seva història fins al segle XVI aC, quan fou conquerida per Tuthmosis I. El nom de la ciutat significa ‘roca’.
Les ruïnes de Tir van ser declarades l'any 1984 patrimoni de la Humanitat per la UNESCO. La moderna ciutat es troba sobre el promontori que uneix l'antiga illa on hi havia la ciutat històrica fenícia amb terra ferma.

## Ciutat antiga
Tir fou la més important de les ciutats de Fenícia i el llegendari lloc de naixement d'Europa i de Dido. Els hebreus la van anomenar Tsor i els mateixos tirians li deien Sor o Sur què vol dir "Roca", en referència a la roca de mar on inicialment es va construir. Els grecs van substituir la "S" inicial per una "T" i amb aquesta deformació el nom fou adoptat pels romans que no obstant també li van dir Sara o Sarra (del nom fenici del peix porpra).
Fou construïda a una illa d'uns 5 km de circumferència i en part a la costa separades ambdues parts per un canal, però unides un temps per un istme format per les pedres usades per Alexandre el Gran per assetjar la ciutat. La part a la costa es deia Palatir (Vella Tir). La ciutat fou poblada des del III mil·lenni, i al segle xvi aC fou conquerida per Tuthmosis I i va restar en mans dels egipcis fins al temps de Ramsès II (meitat del segle xiii). Vers el 1190 aC fou repoblada per gent de Sidó.
A partir del segle x va exercir l'hegemonia sobre les ciutats de Fenícia, que va durar fins al segle vi aC. El seu apogeu fou sota el rei Hiram I (que va embellir la ciutat a la part insular), però cal també esmentar a Etbaal I (887 aC-856 aC) la filla del qual es va casar amb el rei Acab d'Israel, i el rei Pigmalió (821 aC a 774 aC) en temps del qual alguns colons dirigits per Dido van marxar per fundar Cartago (814 aC).
La influència assíria es va fer notar al segle viii aC i especialment al segle vii aC. En aquest temps Tir i Sidó foren un únic regne però després es van tornar a separar. El 672 aC fou assetjada per Assarhaddon, i el 668 aC-667 aC per Assurbanipal, però no van poder conquerir-la. La ciutat (la part de la costa) fou assetjada i ocupada per Nabucodonosor II de Babilònia, fets dels que hi ha un relat del profeta Ezequiel (574 aC).
La ciutat s'estenia llavors fins al riu Leontes al nord i la font de Ras al-Ain al sud, és a dir un espai d'uns 10 o 12 km, format per una fèrtil plana. La ciutat a l'illa fou de fundació posterior, segurament després de Nabucodonosor. Sembla que va arribar a tenir uns quaranta mil habitants. A l'illa en especial cal esmentar una gran plaça publica que els grecs anomenaren Eurycoros, construïda per Hiram I. Dos ports servien per a la poderosa marina de Tir, el del nord i el del sud.
Després de la conquesta Babilònica va adoptar la forma republicana de govern. El 538 aC va passar a dependre de l'Imperi Persa aquemènida. El 345 aC es va revoltar però fou conquerida per Artaxerxes III de Pèrsia.
Assetjada per Alexandre el Gran a finals del 333 aC, aquest va construir un istme artificial que unia el continent a l'illa amb les pedres de la ciutat vella de Tir i altres material a l'abast fàcilment; la feina fou laboriosa perquè les tempestes destruïen sovint part de la construcció, i quan ja era prop de l'illa, eren els soldats de Tir els que amb fletxes i projectils impedien els treballs; els macedonis van construir unes torres de fusta, però els tirians les van incendiar i les van destruir en una sortida de les seves naus i a més a més una gran tempesta va destruir tot el treball; Alexandre va decidir començar de nou, fer un istme més ample i en diagonal sud-oest, i a més va reclutar una flota a Sidó, Soli, Mallos i altres ciutats (tot Fenícia ja era en mans d'Alexandre); mentre es feia l'istme va fer una incursió a Celesíria i va capturar àrabs que va enviar a tallar fusta de les muntanyes del Líban; quan Alexandre va retornar l'istme ja estava molt avançat i els intents dels tirians per destruir-lo, tot i algun èxit parcial, havien fracassat. Els tirians van enviar les dones, vells i criatures a Cartago i van tancar les boques dels seus dos ports. Alexandre va portar màquines de guerra. Després d'una lluita ferotge, Alexandre va  ocupar la ciutat. Els tirians van resistir casa per casa, i Alexandre va fer matar vuit mil defensors. Trenta mil foren venuts com esclaus i dos mil crucificats com a venjança per la mort d'alguns macedonis. El rei i els magistrats foren respectats. El setge va durar set mesos i la ciutat va caure el juliol del 332 aC. Les restes de l'antiga ciutat són avui dia el camp arqueològic més gran de l'Orient Poper amb 15 km² destacant el carrer principal de 175 metres de llarg, vorejat d'un pòrtic, que arribava fins al port, i a terra ferma, l'hipòdrom i una necròpolis.
La ciutat fou repoblada amb colons de Cària. La ciutat fou altre cop assetjada per Antígon uns anys després. Formà part de l'Imperi Selèucida (198 aC) i de la província romana de Síria (64 aC). El 395 va quedar dins l'Imperi Romà d'Orient fins que el 638 fou ocupada pels àrabs i repoblada amb colons perses procedents de Baalbek, Homs i Antioquia. El califa Hixam I hi va portar l'arsenal d'Acre i va fer construir dipòsits i molls; sota els omeies marwànides fou el port principal de la costa de llevant ocupant el lloc que abans tenia Acre (Akka). la població estava ben fortificada i defensada de terra per un pont; l'aqüeducte romà, alimentat per la font de Ras al-Ayn (al-Rashidiyya) abastia la ciutat. El 998 els tirians es van revoltar contra el califat fatimita dirigits per un mariner de nom Allaka, i quan el califa va enviar tropes dirigides pel governador de Síria, Al·laka va demanar ajut als romans d'Orient, que va enviar alguns vaixells però no va poder impedir la conquesta de la ciutat per les forces del govern; Tir fou llavors saquejada. El 1047 al-Muqaddassí que va visitar la vila, parla d'edificis de cinc o sis plantes i diu que el cadi era sunnita però la població majoritàriament xiïta.
Vers el 1086 va caure per primer cop en mans seljúcides per obra de Tútuix I; els seljúcides la van perdre el 1089 davant les forces fatimites enviades pel visir Badr al-Jamalí; el seu fill i successor al-Àfdal Xahan-xah va castigar una revolta de la ciutat el 1097/1098 amb una terrible massacre. Després del 1098 la ciutat es va aliar a Akka i Trípoli del Líban contra els croats; el 1107 el rei Balduí I de Jerusalem va acampar durant un mes sota els murs de la ciutat i es va retirar a canvi de set mil dinars; la flota egípcia va arribar tard per ajudar a Taràbulus i es va establir a Sur (Tir). El 1111 Balduí la va tornar a assetjar i la ciutat va rebre ajut de Tughtikín de Damasc. El 1124 va ser atacada per tercera vegada pels croats, amb cooperació per mar de vaixells venecians que van impedir a la flota egípcia de sortir del port, i finalment, a causa de la fam, va caure en poder dels atacants; els habitants van poder sortir amb els seus béns (per anar a Damasc o a Gaza) o hi van poder restar si volien, pagant un rescat; la ciutat va quedar en mans dels croats fins al 1291. En aquest temps destacava la indústria del vidre, ceràmica i teixits d'alta qualitat; el port fou el principal de la Mediterrània oriental, protegit per tres costats per una muralla i al costat restant per un mur i una mena d'arcada; el port es podia tancar amb una cadena entre dues torres.
Després de la conquesta de Jerusalem per Saladí el 1187, Sur fou assetjada el novembre del mateix any però sense èxit. Només Tir i el castell de Beaufort restava en mans dels croats; tots els cavallers que eren alliberats per Saladí es retiraven a aquesta plaça i preparaven el setge d'Acre. Conrad I de Montferrat es va casar a Tir amb la reina Isabel però va regnar poc temps com a consort, ja que el 29 d'abril de 1192 fou assassinat per un ismaïlita nizarita. Isabel es va casar llavors amb el comte Enric II de Xampanya que va esdevenir rei consort i mercès a les victòries de Ricard Cor de Lleó sobre Saladí va poder signar un tractat de pau amb Saladí (Tractat de Ramla) pel qual tota la costa entre Jaffa i Sur quedava en poder dels croats (però no Jerusalem on només podrien anar en peregrinació retornant tot seguit al seu territori).
Després del 1192 va entrar en decadència iniciada amb els terratrèmols de 1201 i 1203/1204. El 1229 el tractat entre Frederic II i al-Malik al-Kamil d'Egipte ratificava la possessió croada de Tir i altres viles de la costa però les lluites entre Gènova i Venècia afeblien als croats. El 1266 i 1269 fou atacada pel sultà Bàybars I i el 1270 va signar un tractat amb Joan de Montfort, senyor de Toron pel qual el territori de la rodalia de la ciutat es repartia entre ambdós estats amb una part sota administració conjunta. Margarita de Tir (Margarita de Montfort 1244-1291) va comprar al sultà Qalawun una pau per deu anys a canvi de la meitat dels seus ingressos i la promesa de no restaurar les fortificacions; però abans dels deu any, just després de la capitulació d'Acre el 1191, les altres viles costaneres foren ocupades o es van rendir. Tir fou conquerida pel sultà an-Nàssir Muhàmmad ibn Qalàwun que la va destruir i va vendre com esclaus o massacrar als habitants.

## Era moderna
Durant segles va estar deshabitada o gairebé. Va reviure lleugerament en temps de l'emir libanès Fakhr-ad-Din al segle xvii però ni ell ni el governador d'Acre Jazzar Pasha li van retornar ni una part de la seva esplendor. El 1840 tenia uns tres mil habitants i el 1900 havia doblat (uns 6.000) repartits entre musulmans (la meitat) i maronites, grecs catòlics i jueus. Després de la I Guerra Mundial pel tractat de Sevres va passar a França dins el mandat de Síria, formant el districte del Gran Líban el 1923, però la població de Tir, de majoria xiïta, no se sentia representada dins d'aquest estat (la representació la tenien unes poques famílies de terratinents, principalment sunnites) convertit en república libanesa sota mandat el 1927 (desapareixent el nom de Gran Líban sent simplement llavors el Líban) i independent després de 1945. El 1960 l'imam Musa Sadr es va instal·lar al Líban i va organitzar als xiïtes. El 1971 els palestins van ser expulsats de Jordània i molts es van establir a la rodalia de Tir. El 1972 els israelians van fer la seva primera incursió al Líban; l'imam Musa Sadr va fundar el 1973 el Moviment dels Desheretats i el 1975 va fundar a Tir el partit polític Amal, aliat inicialment a l'Organització d'Alliberament de Palestina que ja controlava la rodalia de la ciutat a causa del gran nombre de refugiats una part armats (camp de Rashidiyya, 14.000 habitants el 1975, camp de Burdj al-Shimali, uns 10.000 habitants i camp de Bass uns 5.000). L'exèrcit libanès va intentar reassolir el control de Tir (1975-1976) però no ho va aconseguir. El 1976 Israel va obrir les fronteres als libanesos per anar a treballar al seu país i va omplir el sud del Líban de productes israelians; els pobles hostils i les granges no fidels foren destruïdes i es va fer una virtual integració de la part sud del Líban a Israel. Tir va quedar com un enclavament aïllat de la resta del país, mentre els tarongers, olivers i altres cultius de la rodalia eren destruïts pels israelians. El març de 1978, després de diverses incursions palestines, els jueus van llençar l'operació Litani; l'exèrcit israelià es va retirar el juny excepte d'una estreta franja de terreny d'entre 5 i 10 km on es va proclamar un estat del Sud del Líban i es va crear un Exèrcit del Sud del Líban dirigit per un capità cristià desertor de nom Sad Haddad; tot i les resolucions del Consell de Seguretat de l'ONU (425 i 426) que exigien la retirada total israeliana i creaven la FINUL (Forces d'Interposició de les Nacions Unides al Líban, que van estar formades per sis mil homes que havien de servir de tampó entre israelians i les forces sirianes que ara dominaven el Líban al nord del riu Litani i de la franja ocupada per Israel). L'abril del 1979 Haddad i els seus homes van impedir a l'exèrcit libanès reassolir el control de Tir que estava de fet en mans d'Amal i la OLP.
Després dels acords de Camp David, Israel va voler al Líban a una pau separada i va envair el país el 6 de juny de 1982 (operació "Pau a Galilea"). Durant aquest atac Tir fou bombardejada 57 vegades per l'aviació israeliana i les forces de terra la van ocupar; però la resistència fou forta i els xiïtes organitzats van desfilar en nombre de 25.000 per Tir el setembre de 1982, a l'aniversari del segrest pels israelians de Musa Sadr; el novembre de 1983 Amal va bombardejar el quarter general israelià a la ciutat. El juliol de 1985, incapaç de fer front a la resistència arreu del Líban, els jueus es van retirar conservant només una zona de seguretat de 850 km² al sud, per mitjà de l'Exèrcit del Sud del Líban ara dirigit pel general Antoine Labad. Amal prengué el control de Tir. El 1985-1986 la disputa entre Amal i els palestins pel control del sud va portar a una guerra entre ambdós; Amal va rebre ajut, armes i instructors de l'Iran. després d'un alto el foc la guerra va reprendre el 22 d'octubre de 1986 i va durar fins al 4 de gener de 1988 quan Amnal va acceptar aixecar el setge del camp de refugiats d'al-Rashidiyya. Les incursions israelianes van seguir, destacant la del maig de 1988, Tir fou bombardejada diverses vegades de manera que tota activitat comercial i pesquera restava impedida de fet. Vers 1980 es calcula que la ciutat tenia 54.000 habitants, però és difícil d'establir-ho amb seguretat, ja que des de 1975 la guerra civil va portar molts xiïtes del nord cap al sud i les invasions israelianes de 1978 i 1982 van rebutjar part de la població cap al nord; l'índex de creixement de la població és dels més alt del país (44 per mil contra 25 per mil pel conjunt del país i 34 per mil per Sidó, capital de la governació del Líban del Sud). Hi va haver una forta emigració cap al Senegal i Nigèria (tot i que vers 1980 hi va haver un retorn d'emigrants més antics a Uganda i altres països a causa de les persecucions o la inseguretat).
Als anys noranta la situació va millorar però els bombardejos periòdics israelians i el seu bloqueig del port impedien la normalització que s'ha aconseguit progressivament.